# Шикарой (тайп)
Шикарой (чечен. Шикъарой) — один из чеченских тайпов, входящий в тукхум шарой. Был расселён в основном в юго-восточной части Чечни. На правой стороне реки Шаро-Аргун на левой стороне реки впадает ручей Шаро-ахк на котором располагались селения тайпа шикарой, выстроенные из камня.

## География
Территория тайпа граничило на западе Кесалоем, на востоке с Шароем, на севере через перевал Джеинджаре дорога выводила к землям Чаьнта и Дзумсоя, на юге, по руслу Шаро-Аргуну, имел границы с землями тайпа с Хуландоем.

### Поселения тайпа
На территории тайпа располагались небольшие поселения и башенные усадьбы, такие как: Дехачу-агане, Уоратл-дукъа, Икарой, Ами-гала, Пирсунтехе, Гур-тоги и Пха-халхи.
Некоторые представители тайпа Шикарой жили также в станице Петропавловской. В казачью станицу они ушли, потому что не захотели принимать ислам.

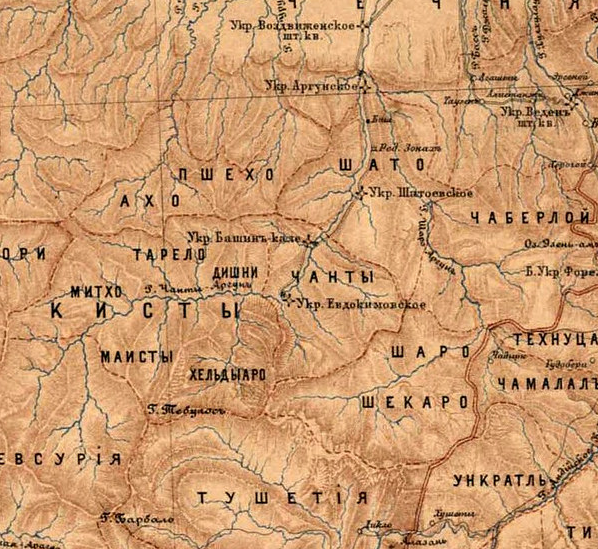
Шикарой на карте 1897 года
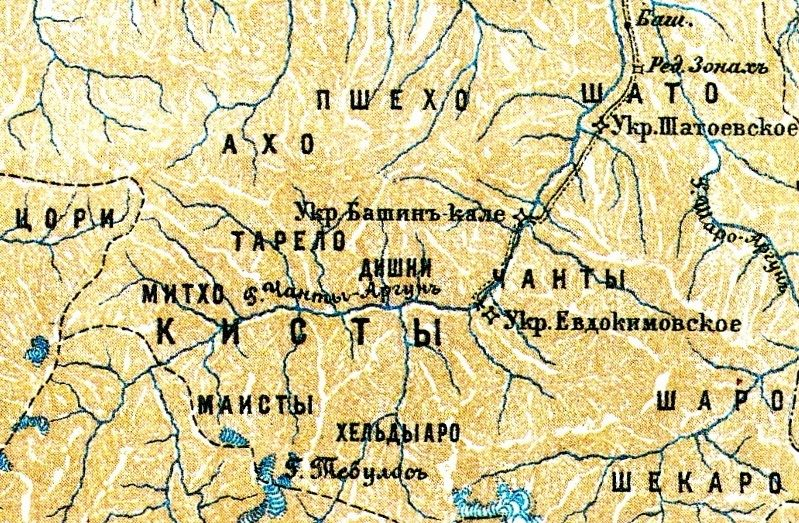
Шикарой на карте